# Ivo Muncian
Ivo Muncian 

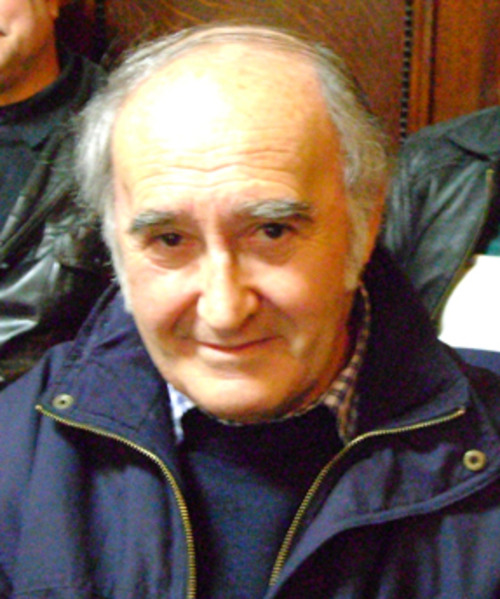
Muncian Ivo

 (n. 10 august 1943, Variaș, județul Timiș, România) este un poet, prozator, publicist, jurnalist și profesor român.

## Biografie
Urmează școala primară în satul natal.
Este absolvent al Liceului sârbesc din Timișoara, promoția 1961 și al Facultății de Filologie a Universității din București, secția sârba-română, promoția 1966.
Între 1968 și 2001 activează ca ziarist la săptămânalul de limbă sârbă "Nasa rec" (fost "Banatske Novine"), care apare la Timișoara.
În prezent este redactor la revista literară de limbă sârbă din Timișoara "Knjizevni zivot".
Totodată este profesor asociat al Universității de Vest, Facultatea de Filologie, Catedra de limba sârbă.
Este membru al Uniunii Scriitorilor din România, filiala Timișoara, și al Uniunii Scriitorilor din Serbia.
Este căsătorit din 1966 cu Dora, profesoară de limba rusă și română la Grupul Școlar Căi Ferate din Timișoara.
Are un băiat, Gabriel-Miro , absolvent al Facultății de Calculatoare din cadrul Universității "Politehnica" din Timișoara, România, actualmente cadru universitar la Dublin City University , Irlanda.

## Debut literar
- 02.02.1958 în ziarul "Pravda", Timișoara, România

## Debut editorial
- 1966 cu volumul de poezii "Vidici maste" ("Orizonturile imaginației"), Editura pentru Literatură, București

## Premii literare
- 1981 - Premiul pentru poezie al Uniunii Scriitorilor din România pentru volumul "Cemu se danas radujemo" ("Ce ne aduce bucurie")
- 1984 - Premiul Asociației Scriitorilor din Timișoara, România pentru volumul de proză scurtă "Vidokrug" ("Inelul zilei")
- 1995 - Premiul Literar Sârbesc (prima dată), acordat anual la Timișoara, România
- 1996 - Premiul de Poezie la Festivalul internațional "Toamna poetică la Smederevo", Yugoslavia
- 2000 - Premiul de Excelență al Uniunii Scriitorilor din România, filiala Timișoara
- 2000 - Premiul Literar Sârbesc (pentru a doua oară), premiu acordat anual la Timișoara, România
- 2001 - Premiul "Laza Kostić" pentru traducerea volumului poetului sârb Milan Nenadic "Nocna slika" ("Imagine nocturnă")

## Volume publicate in limba sârba
- Vidici maste ("Orizonturile imaginației"), Poezii, Editura pentru Literatură, București, România, 1966
- Ispovesti ("Mărturisiri"), Poezii, Editura Kriterion, București, România, 1971
- Lepeze radosti ("Evantaiul bucuriilor"), Poezii pentru copii, Editura Kriterion, București, România, 1973
- Klepsidra ("Clepsidra"), Proză scurtă, Editura Facla, Timișoara, România, 1973
- Kapija zelje ("Poarta dorinței"), Poezii, Editura Kriterion, București, România, 1975
- Besana noc ("O noapte de nesomn"), Microroman, Editura Kriterion, București, România, 1977
- Zeteoci duge ("Secerătorii de curcubee"), Poezii, Editura Kriterion, București, România, 1978
- Cemu se danas radujemo ("Ce ne aduce bucurie"), Poezii, Editura Kriterion, București, România, 1981
- Vidokrog ("Inelul zilei"), Proză scurtă, Editura Kriterion, București, România, 1984
- Suncane merdevine ("Scări solare"), Poezii, Editura Kriterion, București, România, 1986
- Jedan dan zivota ("O zi din viață"), Proză scurtă, Editura Kriterion, București, România, 1987
- Rimovane price ("Povești rimate"), Poezii pentru copii, Editura Kriterion, București, România, 1989
- Nedorecje ("Nespusele"), Poezii, Editura Kriterion, București, România, 1991
- Iz korena ruza cveta ("Din rădăcini înflorește trandafirul"), Micromonografia Bibliotecii din comuna Cenad, Editura Uniunii Sârbilor din România, Timișoara, România,1992
- Ishodiste ("Ieșirea"), Poezii, Editura Kriterion, București, România, 1996
- Kosovo - srpska sveta zemlja ("Kosovo - pământ sfânt al sârbilor"), Antologie de versuri ale poeților sârbi, Editura Uniunii Sârbilor din România, Timișoara, România, 1999
- Cudnovati san ("Un vis ciudat"), Poezii pentru copii, Editura Uniunii Sârbilor din România, Timișoara, România, 2000
- U pohode korenima ("Căutând rădăcinile"), Istoria literaturii sârbe vechi, Editura Muzeului Voivodina, Novi Sad, Yugoslavia, 2001
- Galerija sirocadi ("Galeria orfanilor"), Editura Excelsior, Timișoara, România, 2001
- Љубичасто небо ("Cer violet"), Poezii, editie bilingva sarba-romana, Издавачка кућа Либертатеа Панчево (Editura Libertatea), Pancevo, Serbia, 2003,
- Zopa ("Zori de zi"), Monografie, Editura Uniunii Sârbilor, Timișoara, România, 2003,
- Пасош за непроход ("Pașaport pentru netrecere"), Poezii, Editura Uniunii Sârbilor, Timișoara, România, 2003,
- Живот на четири воде ("Viața la patru ape"), Poezii, Editura lui Dragan Stojkovici, Belgrad, Serbia, 2003,
- Орао ("Vulturul"), Monografie, Editura Uniunii Sârbilor din România, Timișoara, România, 2004,
- Чему служи глава ("La ce folosește capul"), Poezii pentru copii, Editura Uniunii Sârbilor din România, Timișoara, România, 2005,
- Лудотека("Ludoteca"), Eseuri, Editura Uniunii Sârbilor din România, Timișoara, România, 2006,
- Пландовање у Темишвару ("Relaxare la Timișoara"), Poezii, Editura Uniunii Sârbilor din România, Timișoara, România, 2007,
- Џак ветрових цветова ("Un sac de flori de vânt"), Poezii, Editura Comunității Culturale din Belgrad, Belgrad, Serbia, 2007,
- Кошуље снова/Le camicie dei sogni, Poezii, editie bilingva sarba-italiana, Меридијани Смедерево (Editura Meridiane), Smederevo, Serbia, 2008
- Лав на ветрометини, ("Un leu la răscruce de vânturi"), Poezii, Editura Uniunii Sârbilor din România, Timișoara, România, 2009,
- Откривање Срба ("Descoperirea sârbilor"), Antologie a literaturii sârbe din România (coautori Sveta Madžarević, Slavomir Gvozdenović și Ljubinka Perinac), Societatea “Riznica” Lujnițe și Uniunea Sârbilor din România, Timișoara, România, 2009,
- Наше горе лист ("Oameni de ai noștri"), Lexiconul scriitorilor sârbi în România, Editura Uniunii Sârbilor din România, Timișoara, România, 2010,
- Летећа кућица ("Căsuța zburătoare"), Poezii pentru copii, Змајеве дечје игре Нови Сад (Editura Zmajeve Decije Igre), Novi Sad, Serbia, 2011,
- Округло око ("Ochiul rotund"), Poezii, Biblioteca “Branko Radicevici”, Jitiște, Serbia, 2011,
- Где да се сакријемо ("Unde ne scundem"), Poezii pentru copii, Editura Uniunii Sârbilor din România, Timișoara, România, 2011
- Срби у Варјашу ("Sârbii din Variaș") (coautor Miroslav Rosić), Monografie, Variaș, 2012

## Volume publicate in limba româna
- Caruselul cu zâmbete (în limba română), Poezii pentru copii, Editura Facla, Timișoara, România, 1979
- Odihna vântului (în limba română), Poezii, Editura Facla, Timișoara, România, 1982
- Anotimpul bucuriilor (în limba română), Poezii pentru copii, Editura "Ion Creangă", București, România, 1984
- Soarele din palmă (în limba română), Poezii, Editura Cartea Românească, București, România, 1985
- Armonii regăsite (în limba română), Poezii, Editura Facla, Timișoara, România, 1988
- În hamacul soarelui (în limba română), Poezii pentru copii, Editura de Vest, Timișoara, România, 1995
- Exerciții de sinceritate, poezii, Edirura Eubeea, Timișoara, România, 2003
- Foc albastru, poezii, ediție în regia autorului, Timișoara, România, 2006
- Scriitori sârbi din România, lexicon/antologie, Editura Uniunii Sârbilor din România, Timișoara, România, 2007
- Poezii pentru Sasha, poezii pentru copii, samizdat, Timișoara, România, 2008
- Nuntă cu bucluc, poezii pentru copii, samizdat, Timișoara, România, 2009
- Cărticica la trei ani, poezii pentru copii, Editura Solnes, Timișoara, România, 2010
- Pe bicicletă printre povești,  poezii pentru copii, samizdat, Timișoara, România, 2011

## Traduceri
- Ion Marin Almăjan - "Tornada" [în colaborare cu Mile Milevski], Makedonska revija, Skopije, Macedonia, Yugoslavia, 1982 (din limba română în macedoneană)
- Desanka Maksimović - "Kasno leto" ["Vara târzie"], Editura Libertatea, Panciova - Yugoslavia, 2001 (din limba sârbă în română)
- Danko Popovic -  "Kniga o Milutinu" ["Spovedania lui Milutin"], Editura Eubeea, Timișoara, România, 2001 (din limba sârba în română)

## Antologii
Este prezent în numeroase antologii apărute atât în România cât și în Serbia/Yugoslavia.